# NGC 4765
NGC 4765 é uma galáxia espiral (S0-a) localizada na direcção da constelação de Virgo. Possui uma declinação de +04° 27' 47" e uma ascensão recta de 12 horas, 53 minutos e 14,6 segundos.
A galáxia NGC 4765 foi descoberta em 17 de Abril de 1786 por William Herschel.